# Jerzy Swatoń
Jerzy Franciszek Swatoń (ur. 24 maja 1947 w Cieszynie, zm. 4 lipca 2024 w Katowicach) – polski inżynier i polityk, w latach 2004–2005 minister środowiska.

## Życiorys
Syn Józefa i Wiktorii. Absolwent I Liceum Ogólnokształcącego im. Antoniego Osuchowskiego w Cieszynie i Wyższej Szkoły Ekonomicznej w Pradze, na której odbył także studia doktoranckie z zakresu organizacji i zarządzania (bez obrony pracy). Ukończył również Wydział Automatyki, Elektroniki i Informatyki Politechniki Śląskiej w Gliwicach.
W latach 1970–1989 należał do Polskiej Zjednoczonej Partii Robotniczej. Od 1971 do 1988 pracował m.in. jako instruktor Naczelnej Organizacji Technicznej, nauczyciel oraz etatowy działacz Zrzeszenia Studentów Polskich i Socjalistycznego Związku Studentów Polskich. Następnie do 1993 był zatrudniony w katowickim urzędzie wojewódzkim.
W latach 2001–2004 (z kilkumiesięczną przerwą w 2002) był członkiem rady nadzorczej Banku Ochrony Środowiska. Zajmował stanowisko prezesa zarządu Wojewódzkiego Funduszu Ochrony Środowiska i Gospodarki Wodnej w Katowicach, w latach 2002–2003 był jego wiceprezesem. W okresie 2003–2004 był zastępcą prezesa zarządu i następnie prezesem zarządu Narodowego Funduszu Ochrony Środowiska i Gospodarki Wodnej. Od 2 maja 2004 do 25 kwietnia 2005 pełnił funkcję ministra środowiska w rządach Marka Belki. W 2008 objął funkcję dyrektora jednego z departamentów w NFOŚiGW.
Należał do Stowarzyszenia Ordynacka oraz Polskiego Klubu Ekologicznego. W 2000 otrzymał Złoty Krzyż Zasługi.
Został pochowany na cmentarzu komunalnym w Cieszynie.